# Karnivool
Karnivool – australijski zespół wykonujący rock progresywny oraz rock alternatywny. Został założony w Perth w 1997.

## Członkowie

### Obecni
- Andrew Drew Goddard – gitara prowadząca (od 1998)
- Mark Hosking – gitara (od 2003)
- Steve Judd – perkusja (od 2004)
- Ian Kenny – śpiew (od 1998)
- Jon Stockman – gitara basowa (od 2000)[3]

### Byli członkowie
- Andrew Brown – gitara basowa (1998–2000)
- Ray Hawking – perkusja (2000–2004)
- Brett McKenzie – perkusja (1998–2000)[1]

## Dyskografia
- Persona (2003, EP
- Themata (2005, LP)
- Sound Awake (2009, LP)
- Set Fire To The Hive (2009, EP)
- All I Know (2010, singiel)
- Asymmetry (2013, LP)[4][5]